# Ексајра (Ајова)
Ексајра (енгл. Exira) град је у америчкој савезној држави Ајова. По попису становништва из 2010. у њему је живело 840 становника.

## Демографија
Према попису становништва из 2010. у граду је живело 840 становника, што је 30 (3,7%) становника више него 2000. године.
| Група             | 2000.       | 2010.       |
| Белци             | 792 (97,8%) | 822 (97,9%) |
| Афроамериканци    | 2 (0,2%)    | 2 (0,2%)    |
| Азијати           | 4 (0,5%)    | 3 (0,4%)    |
| Хиспаноамериканци | 7 (0,9%)    | 12 (1,4%)   |
| Укупно            | 810         | 840         |